# Betano
Betano é uma aldeia e suco situada ao sudoeste do município de Manufahi, em Timor-Leste. Em 2015, o suco tinha 5 753 habitantes.
É atravesado pelo rio Caraulun.

## História
Betano era um reino timorense tradicional nos tempos antigos. O Reino de Wehale tinha como governante, o rei Nai Loro Tiris.
O contratorpedeiro HMAS Voyager foi aterrado na baía de Betano, após a transferência da Companhia Independente n.º 2/4 a 25 de setembro de 1942. O navio foi bombardeado e afundado, após não poder reflutuar. A 1 de dezembro de 1942, a corveta HMAS Armidale foi afundada por treze aviões japoneses, durante a tentativa de desembarcar os soldados australianos e holandeses e entregar um contingente de socorro.

## Equipamentos
- Instituto Politécnico de Betano (criado em 2017)